# Dobson's Encyclopædia
| |  |  |
| Première page de la Dobson’s Encyclopædia (à gauche) et de la 3e édition de l’Encyclopædia Britannica (à droite). |  |  |

La Dobson’s Encyclopædia est la première encyclopédie publiée aux États-Unis d'Amérique, par l'imprimeur Thomas Dobson de 1789 à 1798. Encyclopædia est le titre exact de l'ouvrage, le mot Dobson ne figure pas dans le titre, mais en bas de page. Bien que la Dobson’s Encyclopædia soit un peu plus élaborée pour certains articles, il s'agit en fait d'une réimpression de la 3e édition contemporaine de l’Encyclopædia Britannica, publiée de 1788 à 1797. Le terme Britannica a été retiré du titre, la dédicace « au roi George III » a été remplacée par « à nos lecteurs », et divers éléments sur l'histoire, la géographie et les peuples américains y ont été ajoutés. Par exemple, la carte de l'Amérique du Nord utilisée dans la 3e édition de Britannica était la même que dans la 1re et 2e édition, et donc parfaitement obsolète. Dobson a utilisé une carte plus grande, beaucoup plus détaillée et à jour, ainsi qu'une carte légèrement améliorée de l'Amérique du Sud. La plupart des gravures de l’Encyclopædia sont l'œuvre d'Alexander Lawson, alors employé de Thackara & Vallance, la compagnie de James Thackara (1767-1848) et John Vallance (1770-1823).

## Contexte
La troisième édition de l’Encyclopædia Britannica en dix-huit volumes, publiée à partir de 1788 en Écosse, est généralement bien reçue, étant de loin la meilleure jusqu'alors. Sa publication s'achève en 1797 et est complétée par deux volumes en 1801.
À cette époque, d'entreprenants imprimeurs américains s'adaptent à la qualité et à la quantité que sont capables de produire leurs homologues britanniques, tout en réduisant de manière significative le prix des ouvrages.  Un maître imprimeur renommé, Thomas Dobson, s'indigne de la partialité britannique sous-jacente du Britannica et décide de le rééditer avec une vision plus américanisée. Il termine son Encyclopædia en avril 1798, soit une année après ses concurrents britanniques. La Dobson’s encyclopædia se compose de 16 650 pages et de 595 planches gravées ; ces deux quantités sont légèrement supérieures à son pendant britannique. Les planches sont produites par l'atelier dirigé par Robert Scot.

## Vente par souscription

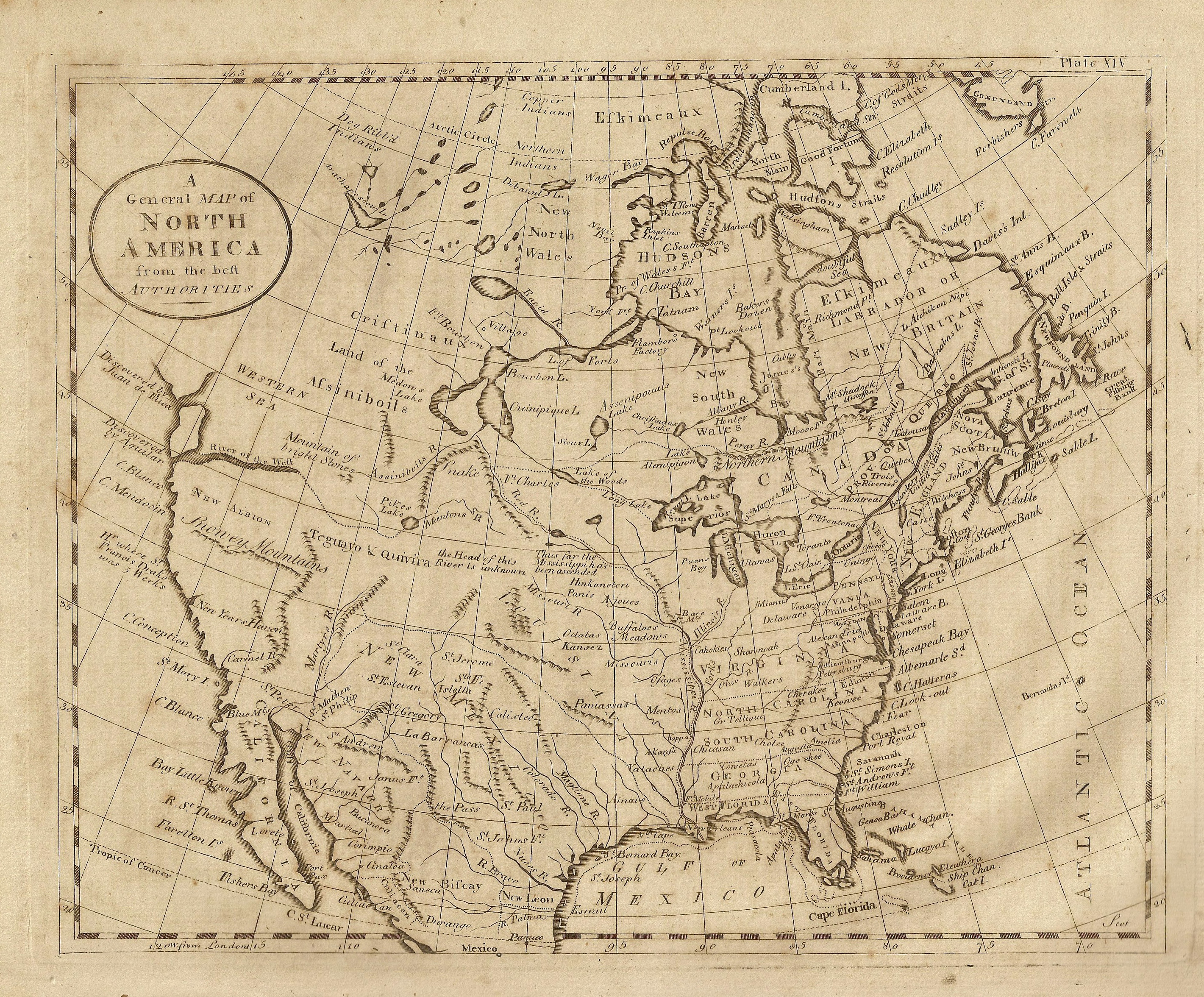
Carte d’Amérique du Nord de la Dobson (Volume 1), illustrant l'article « America ».

Le prix de vente au détail est fixé à cinq dollars de Pennsylvanie par volume, environ quinze pour cent moins cher que le Britannica aux États-Unis, en raison, principalement, des taxes sur l'importation des ouvrages britanniques. Dobson n'est pas partisan de la vente au porte-à-porte, qui est pratiquée par son contemporain Parson Weems, pour la vente du New System of Modern Geography de William Guthrie ou du History of the earth and Animated Nature d'Oliver Goldsmith. La pratique de la technique du porte-à-porte semble également peu adaptée, en raison tout d'abord prix et parce que l'impression va s’étaler sur plusieurs années.
Dobson opte pour une campagne « publicitaire » intense, encore jamais pratiquée en Amérique du Nord jusqu'alors, pour obtenir des souscriptions. Ses « encarts » sont publiés dans les journaux, sur la pochette des magazines, ou sur des feuillets placés dans les livres vendus par les principaux libraires de l'époque. Cette campagne fait largement appel à la fierté patriotique née de la toute récente indépendance américaine. Elle mentionne par exemple que la production ne sera faite que sur du matériel et par des artisans américains. Elle annonce en outre que le lancement de la première encyclopédie américaine est programmée pour être concomitante à l'élection de George Washington en tant que premier président de la nouvelle Constitution. La première annonce paraît le 31 mars 1789 dans trois journaux: le Pennsylvania Mercury, le Pennsylvania Packet et la Federal Gazette. Afin de soutenir l'initiative patriotique de Dobson, le président George Washington souscrit deux exemplaires de la première encyclopédie américaine. L'un d'entre eux est toujours conservé avec la bibliothèque personnelle de George Washington au Boston Athenæum. Parmi les souscripteurs, on trouve, d'autres figures politiques de l'époque comme Thomas Jefferson, Aaron Burr ou Alexander Hamilton.

## Impression
Tout comme le Britannica, l’Encyclopædia de Dobson est publiée sous forme de numéros hebdomadaires susceptibles d'être ensuite reliés en volumes ou demi-volumes. Le prix de chaque numéro est fixé à « un quart de dollar ». Le premier est publié le 2 janvier 1790, suivi du second une semaine plus tard, comme il se doit. Dobson poursuit avec régularité sa publication jusqu'à ce que son entreprise soit la proie des flammes un dimanche matin, le 8 septembre 1793; la chaleur de l'incendie est si intense que certaines pièces de ses machines fondent. Imperturbable, Dobson reprend l'impression de son Encyclopædia le mois suivant.

## Difficultés éditoriales
Dobson rencontre quelques problèmes éditoriaux, en particulier pour le quinzième volume dans l'article concernant les quakers qui soulève l’indignation à Philadelphie, où vivent de nombreux « Amis ».  Dobson a simplement reproduit l'article pamphlétaire du Britannica, rédigé par George Gleig, futur évêque de Brechin (Primus of the Scottish Episcopal Church), sans en vérifier l'exactitude. Fervent anglican, Gleig y dénigrait George Fox, le fondateur des quakers. Dobson relève le défi en rencontrant les quakers et en imprimant un article défendant la personne de George Fox. L'approche éclairée des quakers vis-à-vis des relations inter-raciales et des autres questions sociales sont d'ailleurs souvent notées et saluées au sein de l’Encyclopædia.

## Comparaison entreDobsonetBritannica

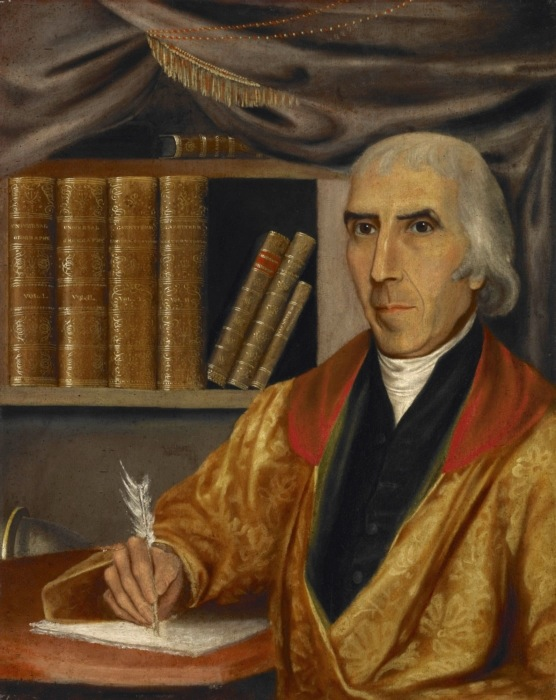
Portrait de Jedidiah Morse par son fils Samuel Finley Breese Morse (vers 1810)

La plus grande partie de l’Encyclopædia de Dobson est une copie de la 3e édition du Britannica. Les principales exceptions se trouvent dans les articles traitant de la géographie américaine, notamment Philadelphie et la Pennsylvanie, ainsi que l'histoire américaine, comme la reddition des britanniques lors de la Révolution américaine. Un compte rendu très détaillé de cette guerre, à la fois dans Britannica et Dobson, représente a peu près la seconde moitié de l'article « America », qui se trouve dans le tome 1. Dans le Britannica, il va de la page 574 à 618, chez Dobson de la 575 à 626, soit 7 pages de plus. Fait intéressant, le tome 1 du Dobson est re-paginé, revenant à la page 619 après cet article, pour s'aligner à nouveau avec le Britannica.
Outre Dobson lui-même, Jedidiah Morse, le père de la géographie américaine, contribue de manière significative à l'ouvrage. Il y défend, par exemple, le statut des femmes au sein des populations amérindiennes, que les éditeurs du Britannica, probablement James Tytler, qualifient de « slavish » (serviles, soumises).

« We may confidently and safely assert that the condition of women among many of the American tribes is as respectable and important as it was among the Germans, in the day of Tacitus, or as it is among many other nations with whom we are acquainted, in a similar stage of improvement. »

— Jedidiah Morse, Dobson's Encyclopædia
Morse conteste également le point de vue du Britannica selon lequel la peau et le crânes des Indiens sont « plus épais que ceux de nombreuses autres nations de l'humanité ».
Il est probable que l’Encyclopædia de Dobson ait eu d'autres contributeurs, mais leurs noms sont inconnus.

## Supplément

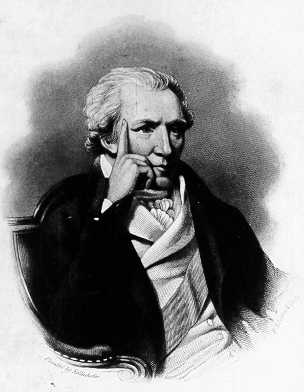
Le physicien Benjamin Thompson, Comte de Rumford

Dobson pense à la publication d'un supplément avant même que son Encyclopædia ne soit achevée. Il commence à y travailler avant même que Britannica n'annonce son intention d'en produire un. Lorsque le supplément Britannica commence à être imprimé, Dobson possède une bonne quantité de matière supplémentaire à ajouter. Son supplément, daté de 1803, comporte trois volumes, surpassant le supplément en deux volumes publié par Britannica en 1801. Le supplément est plus indépendant et plus précis que l'encyclopédie proprement dite, mais les ventes sont relativement maigres. Un article remarquable « Pneumatics », défend rigoureusement les conclusions du physicien Benjamin Thompson selon lesquelles l'eau est un médiocre conducteur de la chaleur, avis opposé à celui d'un contributeur important du Britannica, le chimiste Thomas Thomson d'Édimbourg.
Les différences entre les textes du Britannica et de la Dobson se trouvent principalement dans leurs suppléments. Celui de 1803 pour Britannica (deuxième édition, la première édition étant en 1801), comporte deux volumes de 810 et 812 pages. Celui de la Dobson se compose de 704, 734 et 566 pages. Cela ajoute 1622 pages pour le Britannica et 2004 pour le Dobson. Le supplément de 1803 du Britannica comporte 50 gravures contre 53 pour le Dobson.
En examinant les deux ouvrages, on remarque que les pages supplémentaires de la Dobson se concentrent sur les principaux  intérêts des Américains, comme une descriptions détaillée des États, de New York, de Boston, de centaines de villes et de lieux ajoutés, des descriptions de tribus indiennes, de leurs localisation et de leurs coutumes, l'ajout de nombreux dirigeants politiques de l'Amérique, un article complété sur le premier président, et un tout nouvel article sur Benjamin Franklin. Il est intéressant de constater que Franklin possède son propre article dans la troisième édition du Britannica et est mentionné à plusieurs reprises dans le reste de l'ouvrage, remontant à la première édition, mais n'a aucun article dans le supplément. L'article sur Franklin dans le supplément de la Dobson est de 4 pages. Washington n'a pas son propre article dans la troisième du Britannica, mais un de 4 pages dans son supplément. Le supplément de la Dobson copie ces 4 pages et élargit l'article à 8 pages. Le plus intéressant est l'article « The United States of America » paru dans le supplément de la Dobson qui fait 30 pages, et pour lequel il n'y a pas de correspondant dans le supplément du Britannica.
Le supplément n'est pas imprimé par Dobson, mais par Budd and Bartram de Philadelphie.

## Concurrence
Le tirage original de deux-mille exemplaires de la Dobson est épuisé en 1818, et une réimpression est effectuée par Budd and Bartram de Philadelphie. L’Encyclopædia se heurte cependant à une concurrence sérieuse de la part de l'imprimeur Samuel F. Bradford de Philadelphie, qui lance l'idée, en 1805, d'une réimpression de la New Cyclopaedia d'Abraham Rees, complétée d'ajouts purement américains. Les 44 volumes de l'édition britannique originale ont commencé à paraître à Londres en janvier 1803, mais l'impression ne s'achève pas avant 1820 et les 47 volumes de la version américanisée, pas avant 1822. Ce projet ne conduit pas seulement Bradford à la faillite, mais également son successeur, la société Murray, Draper, Fairman & Company (très vite recapitalisée par John Draper). À cette époque, la Dobson devient néanmoins de plus en plus vulnérable à la concurrence en raison de deux facteurs: l'encyclopédie commence à être sérieusement vieillotte et ne contient en somme que très peu de biographies d'Américains. Dobson et son fils Judah se retirent des affaires en 1822. Dobson lui-même meurt le 9 mars 1823.
Une encyclopédie bien plus populaire va alors succéder à la Dobson. L’Encyclopedia Americana en 13 volumes, publiée de 1829 à 1833 par Francis Lieber, un Américain né en Allemagne. Elle est basée sur la Brockhaus Enzyklopädie de Friedrich Arnold Brockhaus, mais est complétée par de très importants ajouts, en particulier concernant l'Amérique. Compte tenu de la relative indigence des ajouts de Dobson au Britannica, il semble correct de dire que l’Americana fut en fait la première encyclopédie vraiment américaine.